# Horkstow
Horkstow – wieś i civil parish w Anglii, w Lincolnshire, w dystrykcie (unitary authority) North Lincolnshire. W 2001 roku civil parish liczyła 83 mieszkańców. Horkstow jest wspomniana w Domesday Book (1086) jako Horchetou.